# C26H42O4
化学式C26H42O4（摩尔质量418.6 g/mol）可能指：

## 邻苯二甲酸酯
- 邻苯二甲酸二正壬酯，CAS号：84-76-4
- 邻苯二甲酸二异壬酯，CAS号：28553-12-0
- 邻苯二甲酸正辛正癸酯，CAS号：119-07-3
- 邻苯二甲酸二(3,5,5-三甲基己基)酯，CAS号：14103-61-8

## 其它
- 对苯二甲酸二异壬酯，CAS号：28553-12-0
- 马沙骨化醇（英语：Maxacalcitol）（22-氧杂-1,25-二羟基维生素D3），CAS号：103909-75-7
- 己二酸二香叶酯，Pubchem CID：88341147

|  | 这个同类索引页列出了具有相同分子式的化学物（即同分異構體）条目。 除非您是有意链接至本页，否则应将相应条目的内部链接指向正确的条目。 |